# Margalefia intermedia
Margalefia intermedia is een hydroïdpoliep uit de familie Tiarannidae. De poliep komt uit het geslacht Margalefia. Margalefia intermedia werd in 1991 voor het eerst wetenschappelijk beschreven door Pagès, Bouillon & Gili. 